# 한국사학진흥재단

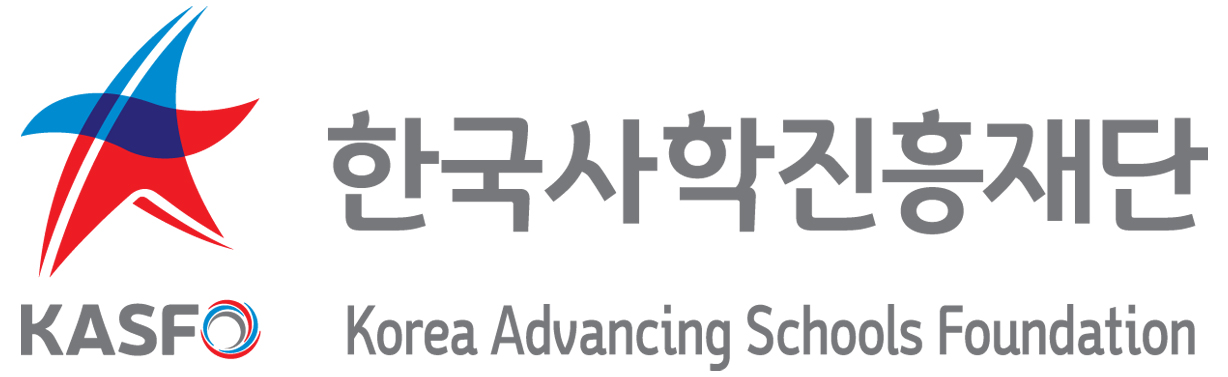
Korea Advancing Schools Foundation

한국사학진흥재단(韓國私學振興財團, Korea Advancing Schools Foundation, 약칭: KASFO)은 각급 사립학교의 교육환경개선 등 사학교육진흥을 위하여 기금을 조성하고, 시설자금을 융자 지원하기 위하여 한국사학진흥재단법에 의거 1989년 12월 설립된 특수법인(기타공공기관)이다. 대구광역시 동구 혁신대로 345 (신서동)에 있다.

## 설립 근거
- 한국사학진흥재단법[1]

## 연혁
- 1989년 3월: 사학진흥재단법 제정 공포 (법률 제4103호)
- 1989년 12월: 사학진흥재단 설립, 초대 장병규 이사장 취임
- 1990년 10월: 사립학교 교육환경 개선을 위한 시설자금 융자지원 사업 개시
- 1991년 1월: 제2대 공영목 이사장 취임
- 1993년 1월: 사학진흥에 관한 연구사업 시작
- 1993년 7월: 제3대 허종갑 이사장 취임
- 1995년 12월: 한국사학진흥재단으로 명칭 변경 (법률 제5067호)
- 1996년 7월: 제4대 허종갑 이사장 취임
- 1998년 5월: 사학기관 경영·재정전문가 연수 사업 시작
- 1999년 7월: 제5대 김재연 이사장 취임
- 2000년 1월: 사학진흥기금 기타기금에서 공공기금으로 전환
- 2001년 3월: 사립대학 예·결산 등의 업무 위탁 (행정권한의위임및위탁에관한규정 제44조제8항)
- 2002년 7월: 제6대 차현직 이사장 취임
- 2005년 1월: 국·공·사립대학 및 전문대학 산학협력단 예·결산 접수 업무 위탁
- 2005년 6월: 제7대 김학민 이사장 취임
- 2006년 3월: 사립대학회계정보시스템 구축·공개
- 2006년 4월: 한국사학진흥재단법 개정(법률 제7890호)
- 2007년 1월: 전문대학 예·결산 등의 업무 위탁(행정권한의위임및위탁에관한규정 제44조제8항)
- 2007년 1월: 에듀21 btl/bto사업(사립학교 민간투자사업) 개시
- 2007년 6월: 교육시설 현황 업무 위탁(행정권한 의무 위임 및 위탁에 관한 규정 제44조 제 8항)
- 2008년 6월: 제8대 임동오 이사장 취임
- 2009년 1월: 대학컨설팅 지원사업 시작
- 2009년 12월: 한국사학진흥재단 설립 20주년 기념(「재단20년사」발간)
- 2010년 1월: 사립대학 경영컨설팅 지원사업 착수
- 2011년 8월: 제9대 이원희 이사장 취임
- 2012년 3월: 행복(공공)기숙사 시행기관 지정
- 2012년 9월: 행복(연합)기숙사 시행기관 지정
- 2013년 10월: 통계작성지정기관 지정
- 2014년 11월: 제10대 김혜천 이사장 취임
- 2018년 5월: 제11대 지병문 이사장 취임
- 2019년 1월: '기숙사형 청년주택 운영기관'으로 선정(국토교통부)
- 2019년 12월: 창립 30주년
- 2021년 6월: 제12대 홍덕률 이사장 취임
- 2021년 12월: KASFO VISION2030 선포
- 2022년 1월: 폐교대학 종합관리센터 설치 및 폐교대학 청산지원 융자사업 시작
- 2024년 8월: 제13대 이하운 이사장 취임

## 조직

### 이사장
- 이사회
- 비상근감사
  - 청렴감사실

#### 사무총장
- 경영총괄본부
  - 기획조정부
  - 경영관리부
  - IT혁신부
- 교육환경개선본부
  - 교육재정지원부
  - 행복기숙사사업부
  - 행복기숙사운영부
- 대학혁신사업본부
  - 대학경영지원부
  - 폐교대학종합관리센터
  - 교육연수센터
- 대학재정회계본부
  - 재정통계분석부
  - 회계조사부

- 미래정책연구실
- 대외협력실